# Alaid
De Alaid (Russisch: Алаид) is een stratovulkaan op het eiland Atlasov, het meest noordelijke eiland van de Koerilen, een eilandengroep tussen Rusland en Japan die tot het eerstgenoemde land behoort. Met 2339 meter vormt de vulkaan het hoogste punt van de eilandengroep. Sinds 1790 is de vulkaan zeker tienmaal uitgebarsten; de laatste keer was in december 1996. De uitbarstingen van 1790 en 1981 behoorden tot de zwaarsten op de Koerilen. De vulkaan heeft een caldeira van 1,5 kilometer breed.
De vulkaan werd door haar perfecte vorm het onderwerp van vele legenden onder de volken in de regio, zoals de Itelmenen en de Koerilen-Ainu. De Russische wetenschapper Stepan Krasjeninnikov werd verteld dat het eerst een berg was op Kamtsjatka, maar dat de nabijgelegen bergen jaloers werden op haar schoonheid en de Alaid daarom verbanden naar de zee, waardoor het Koerilenmeer achterbleef in zuidelijk Kamtsjatka. Het verhaal kan mogelijk een kern van waarheid bevatten: door het smelten van de ijskappen na de laatste ijstijd steeg het water van de oceanen en hierdoor overstroomde mogelijk een landbrug naar de vulkaan.